# Pericallia graeseri
Pericallia graeseri är en fjärilsart som beskrevs av O. Schultz 1905. Pericallia graeseri ingår i släktet Pericallia och familjen björnspinnare. Inga underarter finns listade i Catalogue of Life.